# Žerjavka
Žerjavka este o localitate din comuna Šenčur, Slovenia, cu o populație de 38 de locuitori.